# Zellwieser Mühlbach
Der Zellwieser Mühlbach ist ein rechter Zufluss der Loisach im Gebiet der Gemeinde Königsdorf im oberbayerischen Landkreis Bad Tölz-Wolfratshausen.

## Verlauf
Der Zellwieser Mühlbach, im Oberlauf Landgraben, entsteht zwischen Geretsried und Königsdorf aus zahlreichen Gräben. Ab Zellwies mäandert der Bach in weitgehend westlicher Richtung durch die dortige Mooslandschaft und mündet schließlich von rechts in die Loisach.